# Danley Jean Jacques
Danley Jean Jacques (sinh ngày 20 tháng 5 năm 2000) là cầu thủ bóng đá người Haiti chơi ở vị trí tiền vệ cho câu lạc bộ Philadelphia Union tại Major League Soccer và Đội tuyển bóng đá quốc gia Haiti.

## Sự nghiệp thi đấu

### Don Bosco
Jean Jacques là một cầu thủ trẻ của câu lạc bộ Don Bosco, bắt đầu sự nghiệp vào năm 2015 tại đội bóng. Mùa giải đó, anh đã có 52 lần ra sân, ghi được 7 bàn thắng.

### Metz
Anh chuyển đến đội dự bị của Metz vào tháng 8 năm 2021. Vào ngày 7 tháng 6 năm 2022, anh ký hợp đồng với Metz, có thời hạn đến tháng 6 năm 2024. Anh có trận ra mắt trong chiến thắng 3–0 của đội trước Amiens tại Ligue 2 vào ngày 30 tháng 7 năm 2022.

## Sự nghiệp quốc tế
Jacques là một cầu thủ trẻ tại Haiti, từng thi đấu cho đội tuyển U-17, U-20, U-21 của Haiti. Vào tháng 3 năm 2022, anh được gọi vào Đội tuyển quốc gia của đất nước này.